# Танцовщица (фильм, 2016)
«Танцо́вщица» (фр. La Danseuse) — международно-спродюсированная биографическая музыкальная кинодрама 2016 года, основанная на биографии американской танцовщицы Лои Фуллер. Первая полнометражная режиссёрская работа Стефани ди Джусту. Премьера фильма состоялась 13 мая 2016 года на 69-м Каннском кинофестивале, где он был номинирован за режиссёрский дебют на «Золотую камеру» и на «Квир-пальмовую ветвь», а также был представлен в номинации «Особый взгляд».

## Сюжет
В 1887 году молодая танцовщица Мари-Луиза после смерти отца отправляется в Нью-Йорк, чтобы осуществить свою мечту и стать знаменитой актрисой. Во время одного из выступлений на сцене она путается в своем платье, но чудом избегает падения, продолжая кружить в изящной ткани. Шокированные зрители становятся свидетелями исторического момента — так зародился модерн. Девушка уезжает в Париж и становится известной под именем Лои Фуллер. Она славится на сцене кабаре «Фоли-Бержер», выдающиеся мужчины современности считают её своей музой. Но слава рискует обернуться проклятием, когда случайная встреча Лои Фуллер с юной амбициозной и талантливой Айседорой Дункан ставит под угрозу как её творчество, так и отношения с покровителем.

## В ролях
| Актёр              | Роль                            |
| ------------------ | ------------------------------- |
| Стефани Соколински | Лои Фуллер                      |
| Гаспар Ульель      | Луи                             |
| Мелани Тьерри      | Габриэль                        |
| Лили-Роуз Депп     | Айседора Дункан                 |
| Франсуа Дамьен     | Маршан                          |
| Луи-До де Ланксен  | Арман Дюпоншель, директор Оперы |
| Аманда Пламмер     | мать Лои                        |
| Дени Меноше        | Рубен, отец Лои                 |
| Чарли Морган       | Джефф                           |
| Тамзин Мерчант     | Кейт                            |
| Уильям Хьюстон     | Руд                             |